# Boiga blandingii
Boiga blandingii este o specie de șerpi din genul Boiga, familia Colubridae, descrisă de Hallowell 1844. Conform Catalogue of Life specia Boiga blandingii nu are subspecii cunoscute.